# Claudio Barragán
Claudio, właśc. Claudio Barragán Escobar (ur. 10 kwietnia 1964 w Manises) – piłkarz hiszpański grający na pozycji napastnika. W swojej karierze 6 razy wystąpił w reprezentacji Hiszpanii.

## Kariera klubowa
Karierę piłkarską Claudio rozpoczął w klubie Levante UD z Walencji. W 1981 roku zadebiutował w nim w Segunda División B. W sezonie 1982/1983 był wypożyczony do innego klubu z tej ligi, AD Ceuta. Następnie wrócił do Levante, w którym grał do 1984 roku. Wtedy też przeszedł do pierwszoligowego Elche CF. 17 listopada 1984 zadebiutował w Primera División w przegranym 0:1 wyjazdowym spotkaniu z Espanyolem Barcelona. W 1985 roku spadł z Elche do Segunda División, w której grał przez 3 lata. W sezonie 1988/1989 ponownie grał w Primera División.
W 1989 roku Claudio przeszedł z Elche do RCD Mallorca, w której swój pierwszy mecz rozegrał 2 września 1989. Mallorca przegrała wówczas 0:1 na wyjeździe z CA Osasuna. W zespole Mallorki grał przez 2 lata.
W 1991 roku Claudio odszedł do zespołu Deportivo La Coruña. W nowym zespole zadebiutował 30 sierpnia 1991 w przegranym 1:2 wyjazdowym spotkaniu z Valencią. Od czasu debiutu był podstawowym zawodnikiem zespołu. W sezonie 1994/1995 zdobył z Deportivo Puchar Króla. W ataku Deportivo występował z takimi zawodnikami jak Pedro Uralde, Bebeto, Julio Salinas i Emił Kostadinow.
W 1995 roku Claudio przeszedł z Deportivo do Salamanki. W niej zadebiutował 2 września 1995 w meczu z Espanyolem (1:3). W 1996 roku spadł z Salamanką do Segunda División. W 1997 roku wrócił do drużyny Elche i występował w niej do zakończenia swojej kariery, czyli do wiosny 2000 roku. Następnie w 2002 roku wznowił ją by przez 2 lata grać w Alone de Guardamar.
| Sezon   | Klub                | Kraj      | Rozgrywki          | Mecze | Bramki |
| ------- | ------------------- | --------- | ------------------ | ----- | ------ |
| 1981/82 | Levante UD          | Hiszpania | Segunda División B | ?     | ?      |
| 1982/83 | AD Ceuta            | Hiszpania | Segunda División B | ?     | ?      |
| 1983/84 | Levante UD          | Hiszpania | Tercera División   | ?     | ?      |
| 1984/85 | Elche CF            | Hiszpania | Primera División   | 18    | 2      |
| 1985/86 | Elche CF            | Hiszpania | Segunda División   | 27    | 6      |
| 1986/87 | Elche CF            | Hiszpania | Segunda División   | 38    | 6      |
| 1987/88 | Elche CF            | Hiszpania | Segunda División   | 34    | 11     |
| 1988/89 | Elche CF            | Hiszpania | Primera División   | 32    | 7      |
| 1989/90 | RCD Mallorca        | Hiszpania | Primera División   | 21    | 3      |
| 1990/91 | RCD Mallorca        | Hiszpania | Primera División   | 35    | 8      |
| 1991/92 | Deportivo La Coruña | Hiszpania | Primera División   | 34    | 10     |
| 1992/93 | Deportivo La Coruña | Hiszpania | Primera División   | 34    | 13     |
| 1993/94 | Deportivo La Coruña | Hiszpania | Primera División   | 31    | 9      |
| 1994/95 | Deportivo La Coruña | Hiszpania | Primera División   | 15    | 3      |
| 1995/96 | UD Salamanca        | Hiszpania | Primera División   | 38    | 11     |
| 1996/97 | UD Salamanca        | Hiszpania | Segunda División   | 4     | 1      |
| 1997/98 | Elche CF            | Hiszpania | Segunda División   | 26    | 4      |
| 1998/99 | Elche CF            | Hiszpania | Segunda División   | 33    | 10     |
| 1999/00 | Elche CF            | Hiszpania | Segunda División   | 21    | 3      |

## Kariera reprezentacyjna
W reprezentacji Hiszpanii Claudio zadebiutował 14 października 1992 roku w zremisowanym 0:0 spotkaniu eliminacji do MŚ 1994 z Irlandią Północną. Grał także w innych meczach tych eliminacji, jednak na sam Mundial nie został powołany. Od 1992 do 1993 roku rozegrał 6 meczów w kadrze narodowej.
| Mecze i gole w reprezentacji | Mecze i gole w reprezentacji | Mecze i gole w reprezentacji | Mecze i gole w reprezentacji | Mecze i gole w reprezentacji | Mecze i gole w reprezentacji | Mecze i gole w reprezentacji |
| #                            | Data                         | Stadion                      | Rywal                        | Wynik                        | Gol                          | Rozgrywki                    |
| 1992                         | 1992                         | 1992                         | 1992                         | 1992                         | 1992                         | 1992                         |
| ---------------------------- | ---------------------------- | ---------------------------- | ---------------------------- | ---------------------------- | ---------------------------- | ---------------------------- |
| 1.                           | 14.10.1992                   | Belfast, Irlandia Północna   | Irlandia Północna            | 0:0                          | 0                            | el. MŚ 1994                  |
| 2.                           | 16.12.1992                   | Sewilla, Hiszpania           | Łotwa                        | 5:0                          | 0                            | el. MŚ 1994                  |
| 1993                         |                              |                              |                              |                              |                              |                              |
| 3.                           | 27.01.1993                   | Las Palmas, Hiszpania        | Meksyk                       | 1:1                          | 0                            | towarzyski                   |
| 4.                           | 28.04.1993                   | Sewilla, Hiszpania           | Irlandia Północna            | 3:1                          | 0                            | el. MŚ 1994                  |
| 5.                           | 02.06.1993                   | Wilno, Litwa                 | Litwa                        | 2:0                          | 0                            | el. MŚ 1994                  |
| 6.                           | 08.09.1993                   | Alicante, Hiszpania          | Chile                        | 3:0                          | 0                            | towarzyski                   |

## Sukcesy
- Puchar Króla (1)

Deportivo: 1995